# Procentuele verandering
Getallen zoals prijzen kunnen veranderen, deze veranderingen kan men weergeven in procenten. Dit noemt men de procentuele verandering. Zo'n verandering kan betekenen dat de prijs of het aantal toe- of afneemt. Dit noemt men dan ook procentuele toe- en afname. Er zijn drie manieren op procentuele verandering te berekenen.

## 1e manier
De eerste manier van procentuele verandering berekenen doet men door het nieuwe getal min het oude getal (startgetal (100%)) weer te delen door het oude getal en dat te vermenigvuldigen met 100 procent. 
{\displaystyle {\tfrac {n-o}{o}}\times 100\%}

## 2e manier
De tweede manier van procentuele verandering berekenen doet men met de rekenmethode kruislings vermenigvuldigen. 

## 3e manier
De derde manier van procentuele verandering berekenen doet men door het nieuwe getal zoals manier 1 min het oude getal te doen en dan keer de groeifactor. De groeifactor berekent men door als men bijvoorbeeld 40 000 euro winst heeft in 2018 en 52 000 euro winst heeft in 2019 het nieuwe getal te delen door het oude getal. Hier is dat dus 52 000 delen door 4000 en dan komt men op 1,3. Om de procentuele verandering te berekenen doet men in dit geval 52 000 min 40 000 keer 1,3 en dan komt men uit op 30 procent. 
Dus 52000 − 40000 × 1,3 = 30 % 
Dus men heeft nu de procentuele verandering berekent en dat is 30 %.